# New York Soccer Club

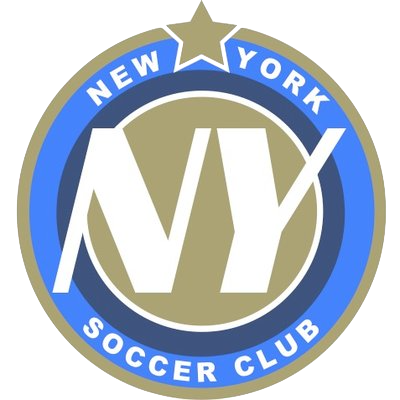
Logo do New York Soccer Club

New York Soccer Club foi um time de futebol de Nova York que, em 1930, jogou brevemente na American Soccer League .
Em 1923, um comerciante de Nova York chamado Maurice Vandeweghe - pai e avô das estrelas do basquete Ernie e Kiki Vandeweghe - comprou a franquia Paterson da ASL e mudou o time para o Bronx, em Nova York. Jogou suas partidas principalmente no Bronx e alguns jogos importantes no Polo Grounds . Vandeweghe originalmente rebatizou o time de New York National Giants, mas em 1924 ele mudou para New York Giants. Vandewghe inicialmente também possuía 75% das ações da New York Hakoah, que teve de vender devido aos regulamentos. 
Entre 1923 e 1930, eles eram conhecidos como os New York Giants . Em 1930, eles se fundiram com os Fall River F.C. para se tornarem os New York Yankees . Então, em 1931, este clube absorveu Fall River FC e mudou-se para New Bedford, Massachusetts, para se tornar o New Bedford Whalers . 

## Estatísticas

### Participações
|  | Participações em 2020 |

| Competição     | Competição             | Temporadas | Melhor campanha     | Estreia | Última | P | R |
| Estados Unidos | American Soccer League | 1          | Quinto Lugar (1930) | 1930    | 1930   |   | – |